# Roberto Gayón
Pour les articles homonymes, voir Gayon.
Roberto Gayón (né en 1905 - mort à une date inconnue) était un footballeur mexicain.

## Biographie
Surnommé La Puce, il a participé avec l'équipe du Mexique à la coupe du monde 1930 en Uruguay, qui est la première compétition internationale du pays.
Gayón joue deux matchs sur trois avec son pays, contre le Chili et contre l'Argentine. Ils perdent par 6 buts à 3 contre l'Argentine et Gayón inscrit l'un des trois buts de son équipe.